# Zweden op de Olympische Winterspelen 1994
Tijdens de Olympische Winterspelen van 1994, die in Lillehammer (Noorwegen) werden gehouden, nam Zweden voor de zeventiende keer deel.

## Medailleoverzicht
| Sport          | Olympiër        | Discipline     | Medaille |
| -------------- | --------------- | -------------- | -------- |
| Alpineskiën    | Pernilla Wiberg | combinatie (v) | Goud     |
| IJshockey      | Olympisch team  | mannen         | Goud     |
| Freestyleskiën | Marie Lindgren  | aerials (v)    | Zilver   |

## Deelnemers en resultaten
(m) = mannen, (v) = vrouwen 

### Alpineskiën
| Olympiër           | Discipline       | Resultaat | Prestatie                                                       |
| ------------------ | ---------------- | --------- | --------------------------------------------------------------- |
| Mats Ericson       | slalom (m)       | 13e       | 2.05,49 (+3,47) 1.03,25+1.02,24                                 |
| Thomas Fogdö       | slalom (m)       | 5e        | 2.03,05 (+1,03) 1.02,98+1.00,07                                 |
| Tobias Hellman     | super g (m)      | 19e       | 1.34,59 (+2,06)                                                 |
| Tobias Hellman     | reuzenslalom (m) | dnf-1     | opgave run 1                                                    |
| Tobias Hellman     | slalom (m)       | dnf-1     | opgave run 1                                                    |
| Tobias Hellman     | combinatie (m)   | 13e       | 3.21,74 (+4,21) afdaling: 1.40,25 slalom: 1.41,49 (52,00+49,49) |
| Patrik Järbyn      | afdaling (m)     | 34e       | 1.48,05 (+2,30)                                                 |
| Patrik Järbyn      | super g (m)      | 18e       | 1.34,51 (+1,98)                                                 |
| Patrik Järbyn      | reuzenslalom (m) | dnf-1     | opgave run 1                                                    |
| Patrik Järbyn      | combinatie (m)   | dq-s1     | diskwalificatie slalom run 1 afdaling: 1.38,44                  |
| Fredrik Nyberg     | afdaling (m)     | 32e       | 1.47,97 (+2,22)                                                 |
| Fredrik Nyberg     | super g (m)      | 25e       | 1.34,96 (+2,43)                                                 |
| Fredrik Nyberg     | reuzenslalom (m) | 18e       | 2.54,94 (+2,48) 1.29,96+1.24,98                                 |
| Fredrik Nyberg     | combinatie (m)   | 8e        | 3.20,30 (+2,77) afdaling: 1.38,40 slalom: 1.41,90 (52,56+49,34) |
| Johan Wallner      | reuzenslalom (m) | 25e       | 2.57,46 (+5,00) 1.31,57+1.25,89                                 |
| Johan Wallner      | slalom (m)       | dnf-1     | opgave run 1                                                    |
|                    |                  |           |                                                                 |
| Kristina Andersson | reuzenslalom (v) | dnf-1     | opgave run 1                                                    |
| Kristina Andersson | slalom (v)       | 19e       | 2.00,75 (+4,74) 1.01,46+59,29                                   |
| Erika Hansson      | afdaling (v)     | 34e       | 1.39,40 (+3,47)                                                 |
| Erika Hansson      | super g (v)      | 27e       | 1.24,50 (+2,35)                                                 |
| Erika Hansson      | reuzenslalom (v) | dnf-1     | opgave run 1                                                    |
| Erika Hansson      | slalom (v)       | dnf-1     | opgave run 1                                                    |
| Erika Hansson      | combinatie (v)   | 11e       | 3.10,17 (+5,01) afdaling: 1.29,93 slalom: 1.40,24 (51,12+49,12) |
| Ylva Nowén         | reuzenslalom (v) | dnf-1     | opgave run 1                                                    |
| Christina Rodling  | slalom (v)       | 13e       | 1.59,07 (+3,06) 1.01,01+58,06                                   |
| Pernilla Wiberg    | afdaling (v)     | 9e        | 1.37,61 (+1,68)                                                 |
| Pernilla Wiberg    | super g (v)      | 4e        | 1.22,67 (+0,52)                                                 |
| Pernilla Wiberg    | reuzenslalom (v) | dnf-1     | opgave run 1                                                    |
| Pernilla Wiberg    | slalom (v)       | 4e        | 1.56,68 (+0,67) 59,05+57,63                                     |
| Pernilla Wiberg    | combinatie (v)   | Goud      | 3.05,16 afdaling: 1.28,70 slalom: 1.36,46 (49,35+47,11)         |

### Biatlon
| Olympiër                                                               | Discipline             | Resultaat | Prestatie |
| ---------------------------------------------------------------------- | ---------------------- | --------- | --- |
| Leif Andersson                                                         | 20 km (m)              | 25e       | 1:01.03,7 (+4.38,4) pen.: 1 (0 + 1 + 0 + 0)                                                                                  |
| Per Brandt                                                             | 10 km (m)              | 38e       | 31.27,4 (+3.20,4) pen.: 1 (1 + 0)                                                                                            |
| Per Brandt                                                             | 20 km (m)              | 27e       | 1:01.09,4 (+4.44,1) pen.: 3 (0 + 1 + 1 + 1)                                                                                  |
| Ulf Johansson                                                          | 10 km (m)              | 20e       | 30.24,2 (+2.17,2) pen.: 3 (2 + 1)                                                                                            |
| Ulf Johansson                                                          | 20 km (m)              | 42e       | 1:02.14,2 (+5.48,9) pen.: 4 (0 + 2 + 1 + 1)                                                                                  |
| Glenn Olsson                                                           | 20 km (m)              | 66e       | 1:07.55,9 (+10.30,6) pen.: 7 (2 + 1 + 1 + 3)                                                                                 |
| Team Per Brandt Mikael Löfgren Leif Andersson Ulf Johansson            | 4x7,5 km estafette (m) | 11e       | 1:34.38,8 (+4.16,7) pen.: 0 23.54,6 pen.: 0 (0 + 0) 23.58,2 pen.: 0 (0 + 0) 23.43,9 pen.: 0 (0 + 0) 23.02,1 pen.: 0 (0 + 0)  |
|                                                                        |                        |           | |
| Catarina Eklund                                                        | 7,5 km (v)             | 59e       | 29.44,6 (+3.35,8) pen.: 2 (2 + 0)                                                                                            |
| Catarina Eklund                                                        | 15 km (v)              | 60e       | 1:00.38,4 (+8.31,8) pen.: 5 (3 + 0 + 0 + 2)                                                                                  |
| Christina Eklund                                                       | 7,5 km (v)             | 67e       | 31.10,0 (+5.01,2) pen.: 5 (4 + 1)                                                                                            |
| Christina Eklund                                                       | 15 km (v)              | 58e       | 1:00.25,6 (+8.19,0) pen.: 4 (2 + 0 + 1 + 1)                                                                                  |
| Maria Schylander                                                       | 15 km (v)              | 46e       | 59.14,2 (+7.07,6) pen.: 3 (1 + 0 + 0 + 2)                                                                                    |
| Eva-Karin Westin                                                       | 7,5 km (v)             | 60e       | 29.50,4 (+3.41,6) pen.: 2 (2 + 0)                                                                                            |
| Team Eva-Karin Westin Catarina Eklund Maria Schylander Heléne Dahlberg | 4x7,5 km estafette (v) | 9e        | 1:58.07,2 (+10.47,7) pen.: 0 30.43,4 pen.: 0 (0 + 0) 29.06,5 pen.: 0 (0 + 0) 29.18,0 pen.: 0 (0 + 0) 28.59,3 pen.: 0 (0 + 0) |

### Bobsleeën
| Olympiër                                                       | Discipline             | Resultaat | Prestatie                                       |
| -------------------------------------------------------------- | ---------------------- | --------- | ----------------------------------------------- |
| Fredrik Gustafsson Hans Byberg                                 | 2-mansbob (m) Zweden I | 22e       | 3.34,53 (+3,72) (53,40 / 53,69 / 53,60 / 53,84) |
| Fredrik Gustafsson Jörgen Kruse Lennart Westermark Hans Byberg | 4-mansbob (m) Zweden I | 17e       | 3.30,32 (+2,54) (52,53 / 52,49 / 52,58 / 52,72) |

### Freestyleskiën
| Olympiër            | Discipline  | Resultaat | Prestatie                           |
| ------------------- | ----------- | --------- | ----------------------------------- |
| Jörgen Pääjärvi     | moguls (m)  | 5e        | 25,51 p. (kwalificatie: 24,90 p.)   |
| Fredrik Thulin      | moguls (m)  | 10e       | 24,50 p. (kwalificatie: 24,67 p.)   |
| Anders Jonell       | moguls (m)  | 11e       | 24,50 p. (kwalificatie: 24,75 p.)   |
| Leif Persson        | moguls (m)  | 12e       | 24,05 p. (kwalificatie: 24,40 p.)   |
| Mats Johansson      | aerials (m) | 8e        | 207,52 p. (kwalificatie: 192,57 p.) |
| Helena Waller       | moguls (v)  | 17e       | dnq (kwalificatie: 22,05 p.)        |
| Marie Lindgren      | aerials (v) | Zilver    | 165,88 p. (kwalificatie: 155,70 p.) |
| Liselotte Johansson | aerials (v) | 14e       | dnq (kwalificatie: 142,15 p.)       |

### Langlaufen
| Olympiër                                                                   | Discipline                    | Resultaat | Prestatie                                             |
| -------------------------------------------------------------------------- | ----------------------------- | --------- | ----------------------------------------------------- |
| Anders Bergström                                                           | 30 km vrije stijl (m)         | 22e       | 1:18.22,2 (+5.55,8)                                   |
| Henrik Forsberg                                                            | 30 km vrije stijl (m)         | 12e       | 1:16.10,8 (+3.44,4)                                   |
| Mathias Fredriksson                                                        | 30 km vrije stijl (m)         | 23e       | 1:18.34,5 (+6.08,1)                                   |
| Niklas Jonsson                                                             | 10 km klassiek (m)            | 30e       | 26.27,6 (+2.07,5)                                     |
| Niklas Jonsson                                                             | 50 km klassiek (m)            | 27e       | 2:17.54,9 (+10.34,6)                                  |
| Niklas Jonsson                                                             | achtervolging 10 km+15 km (m) | dns       | niet gestart 15 km (10 km:26.27 + 15 km:niet gestart) |
| Christer Majbäck                                                           | 10 km klassiek (m)            | 19e       | 25.55,2 (+1.35,1)                                     |
| Christer Majbäck                                                           | 50 km klassiek (m)            | 6e        | 2:10.03,8 (+2.43,5)                                   |
| Christer Majbäck                                                           | achtervolging 10 km+15 km (m) | 23e       | +4.33,7 (10 km:25.55 + 15 km:38.47,5)                 |
| Torgny Mogren                                                              | 10 km klassiek (m)            | 27e       | 26.21,7 (+2.01,6)                                     |
| Torgny Mogren                                                              | 30 km vrije stijl (m)         | 24e       | 1:18.41,3 (+6.14,9)                                   |
| Torgny Mogren                                                              | achtervolging 10 km+15 km (m) | dns       | niet gestart 15 km (10 km:26.21 + 15 km:niet gestart) |
| Jan Ottosson                                                               | 10 km klassiek (m)            | 14e       | 25.47,9 (+1.27,8)                                     |
| Jan Ottosson                                                               | 50 km klassiek (m)            | 18e       | 2:13.55,2 (+6.34,9)                                   |
| Jan Ottosson                                                               | achtervolging 10 km+15 km (m) | 15e       | +3.23,6 (10 km:25.47 + 15 km:37.45,4)                 |
| Team Jan Ottosson Christer Majbäck Anders Bergström Henrik Forsberg        | 4x10 km estafette (m)         | 6e        | 1:45.22,7 (+4.07,7) 26.56,8 26.53,2 25.36,8 25.55,9   |
|                                                                            |                               |           |                                                       |
| Annika Evaldsson                                                           | 5 km klassiek (v)             | 25e       | 15.35,7 (+1.26,9)                                     |
| Annika Evaldsson                                                           | 15 km vrije stijl (v)         | 29e       | 45.25,4 (+5.40,9)                                     |
| Annika Evaldsson                                                           | achtervolging 5 km+10 km (v)  | 29e       | +4.33,3 (5 km:15.35 + 10 km:30.36,4)                  |
| Anna Frithioff                                                             | 5 km klassiek (v)             | 17e       | 15.13,3 (+1.04,5)                                     |
| Anna Frithioff                                                             | 30 km klassiek (v)            | 13e       | 1:29.07,2 (+3.25,6)                                   |
| Anna Frithioff                                                             | achtervolging 5 km+10 km (v)  | 37e       | +5.20,0 (5 km:15.13 + 10 km:31.45,1)                  |
| Anna-Lena Fritzon                                                          | 5 km klassiek (v)             | 35e       | 15.52,9 (+1.44,1)                                     |
| Anna-Lena Fritzon                                                          | 15 km vrije stijl (v)         | 19e       | 44.26,9 (+4.42,4)                                     |
| Anna-Lena Fritzon                                                          | achtervolging 5 km+10 km (v)  | 25e       | +3.59,4 (5 km:15.52 + 10 km:29.45,5)                  |
| Lis Frost                                                                  | 30 km klassiek (v)            | 28e       | 1:33.04,1 (+7.22,5)                                   |
| Antonina Ordina                                                            | 5 km klassiek (v)             | 10e       | 14.59,2 (+50,4)                                       |
| Antonina Ordina                                                            | 15 km vrije stijl (v)         | 7e        | 42.29,1 (+2.44,6)                                     |
| Antonina Ordina                                                            | 30 km klassiek (v)            | 11e       | 1:28.39,2 (+2.57,6)                                   |
| Antonina Ordina                                                            | achtervolging 5 km+10 km (v)  | 9e        | +1.53,4 (5 km:14.59 + 10 km:28.32,5)                  |
| Marie-Helene Östlund                                                       | 15 km vrije stijl (v)         | 17e       | 44.03,6 (+4.19,1)                                     |
| Marie-Helene Östlund                                                       | 30 km klassiek (v)            | 12e       | 1:28.46,2 (+3.04,6)                                   |
| Team Anna Frithioff Marie-Helene Östlund Anna-Lena Fritzon Antonina Ordina | 4x5 km estafette (v)          | 6e        | 1:00.05,8 (+2.53,3) 15.42,7 15.14,5 15.03,8 14.04,8   |

### Rodelen
| Olympiër                         | Discipline | Resultaat | Prestatie                                             |
| -------------------------------- | ---------- | --------- | ----------------------------------------------------- |
| Mikael Holm                      | mannen     | 12e       | 3.24,049 (+2,478) (50,917 / 51,087 / 50,946 / 51,099) |
| Anders Söderberg                 | mannen     | 13e       | 3.24,099 (+2,528) (51,111 / 51,197 / 50,809 / 50,982) |
| Bengt Walden                     | mannen     | 17e       | 3.24,852 (+3,281) (51,331 / 51,325 / 51,091 / 51,105) |
| Hans Kohala Carl-Johan Lindqvist | dubbel     | 13e       | 1.38,238 (+1,518) (48,970 / 49,268)                   |

### Schaatsen
| Olympiër       | Discipline   | Resultaat | Prestatie           |
| -------------- | ------------ | --------- | ------------------- |
| Per Bengtsson  | 5000 m (m)   | 14e       | 6.57,37 (+22,41)    |
| Per Bengtsson  | 10.000 m (m) | 16e       | 14.48,00 (+1.17,45) |
| Magnus Enfeldt | 500 m (m)    | 34e       | 38,10 (+1,77)       |
| Magnus Enfeldt | 1000 m (m)   | 23e       | 1.15,18 (+2,75)     |
| Hans Markström | 500 m (m)    | 25e       | 37,53 (+1,20)       |
| Hans Markström | 1000 m (m)   | 29e       | 1.15,50 (+3,07)     |
| Jonas Schön    | 5000 m (m)   | 12e       | 6.53,39 (+18,43)    |
| Jonas Schön    | 10.000 m (m) | 8e        | 14.10,15 (+39,60)   |
|                |              |           |                     |
| Jasmin Krohn   | 3000 m (v)   | 20e       | 4.33,34 (+15,91)    |

### Schansspringen
| Olympiër                                                                  | Discipline                     | Resultaat | Prestatie |
| ------------------------------------------------------------------------- | ------------------------------ | --------- | --- |
| Fredrik Johansson                                                         | normale schans individueel (m) | 43e       | 173,0 punten 102,0 p. (86,5 m) + 71,0 p. (70,0 m) |
| Fredrik Johansson                                                         | grote schans individueel (m)   | 40e       | 123,3 punten 68,4 p. (95,5 m) + 54,9 p. (88,0 m) |
| Mikael Martinsson                                                         | normale schans individueel (m) | 23e       | 222,5 punten 108,5 p. (87,0 m) + 114,0 p. (90,0 m) |
| Mikael Martinsson                                                         | grote schans individueel (m)   | 34e       | 140,3 punten 65,6 p. (94,5 m) + 74,7 p. (99,0 m) |
| Johan Rasmussen                                                           | grote schans individueel (m)   | 41e       | 114,9 punten 62,4 p. (93,0 m) + 52,5 p. (87,5 m) |
| Staffan Tällberg                                                          | normale schans individueel (m) | 34e       | 195,5 punten 97,0 p. (81,0 m) + 98,5 p. (82,0 m) |
| Staffan Tällberg                                                          | grote schans individueel (m)   | 56e       | 61,3 punten 24,8 p. (88,5 m) + 36,5 p. (82,5 m) |
| Magnus Westman                                                            | normale schans individueel (m) | 53e       | 148,0 punten 88,5 p. (78,5 m) + 59,5 p. (67,5 m) |
| Team Staffan Tällberg Mikael Martinsson Johan Rasmussen Fredrik Johansson | grote schans team (m)          | 10e       | 653,3 punten 78,5 p. (100,0 m) + 109,2 p. (116,5 m) 103,8 p. (113,5 m) + 105,5 p. (115,0 m) 88,0 p. (105,0 m) + 57,5 p. (90,0 m) 50,4 p. (85,5 m) + 60,4 p. (90,5 m) |

### Shorttrack
| Olympiër         | Discipline | Resultaat | Prestatie                                                             |
| ---------------- | ---------- | --------- | --------------------------------------------------------------------- |
| Martin Johansson | 500 m (m)  | 7e        | B-finale: 45,24, hf 1 (4e): 46,04, kf 3 (2e): 44,96, vr 1 (2e): 44,94 |
| Martin Johansson | 1000 m (m) | 17e       | dnq, vr 2 (3e): 1.32,50                                               |

### IJshockey
| Olympiër | Discipline | Resultaat | Prestatie |
| --- | ---------- | --------- | --- |
| Håkan Algotsson Tomas Jonsson Christian Due-Boje Patrik Juhlin Leif Rohlin Magnus Svensson Roger Hansson Håkan Loob Fredrik Stillman Stefan Örnskog Niklas Eriksson Daniel Rydmark Jonas Bergkvist Kenny Jönsson Jörgen Jönsson Peter Forsberg Charles Berglund Andreas Dackell Mats Näslund Roger Johansson Tommy Salo Patric Kjellberg | mannen     | Goud      | Voorronde groep B: 4- 4 Zweden - Slowakije 4- 1 Zweden - Italië 7- 1 Zweden - Frankrijk 6- 4 Zweden - Verenigde Staten 2- 3 Zweden - Canada Kwartfinale: 3- 0 Zweden - Duitsland Halve finale: 4- 3 Zweden - Rusland Finale: 3- 2 Zweden - Canada |

Amerikaanse Maagdeneilanden · Amerikaans-Samoa · Andorra · Argentinië · Armenië · Australië · België · Bermuda · Bosnië en Herzegovina · Brazilië · Bulgarije · Canada · Chili · China · Chinees Taipei · Cyprus · Denemarken · Duitsland · Estland · Fiji · Finland · Frankrijk · Georgië · Griekenland · Groot-Brittannië · Hongarije · IJsland · Israël · Italië · Jamaica · Japan · Kazachstan · Kirgizië · Kroatië · Letland · Liechtenstein · Litouwen · Luxemburg · Mexico · Moldavië · Monaco · Mongolië · Nederland · Nieuw-Zeeland · Noorwegen · Oekraïne · Oezbekistan · Oostenrijk · Polen · Portugal · Puerto Rico · Roemenië · Rusland · San Marino · Senegal · Slovenië · Slowakije · Spanje · Trinidad en Tobago · Tsjechië · Turkije · Verenigde Staten · Wit-Rusland · Zuid-Afrika · Zuid-Korea · Zweden · Zwitserland